# 鳥語花香
鳥語花香（英語：Happy Zero，2004年11月1日—）是一頭澳洲出生以及在香港訓練的純種競賽馬匹。截至目前為止，取得三場分級賽的勝利。

## 出賽前
鳥語花香在2006年Inglis復活節周歲拍賣會公開競投，以42萬5千澳元投得此馬。在澳洲受訓時與另一名馬主張顯信共同擁有。

## 競賽生涯

### 2008-09年馬季
鳥語花香在四歲時才被運到香港，交由約翰摩亞訓練。2008年12月20日首次出賽，第一場賽事雖然不是大熱門，但仍然受到追捧，起步後迅即帶離對手，以四個馬位大勝對手。1月18日出戰三班1200米賽事，轉至直路300米輕鬆帶出，最後力抗聖河輕勝賽事。2月8日馬匹被安排增程，角逐三班1400米，在直路從前列馬群中殺出，300米已經帶離其他對手而勝出賽事。3月1日角逐二班1400米賽事，直路初期一早超越前領馬，取得四連勝。但是在3月15日一場第二班1400米賽事中首嘗敗績，賽事全程搶口，轉至直路試圖再次發力一般而三甲不入。
4月5日角逐第一班1400米賽事，今戰沒出現上次搶口的失誤，並在最後階段帶離其他馬，但惟獨輕磅馬鐵拳仍然與鳥語花香有力一爭，兩匹在最後直路爭持不下，最後以頸位勝出。

### 2009-10年馬季
新馬季的第一場賽事是香港三級賽沙田短途錦標，在面對比以往強勁的對手，加上有分級賽冠軍角逐，但仍然成為大熱門。跑法與上季比較有所改變，馬匹沿途留守在中後位置採取留前鬥後戰術，直路上在內欄不利位置後上，並輕鬆帶出，以明顯優勢勝出賽事。
接著在香港短途錦標預賽，雖然要面對最佳短途馬蓮華生輝，但仍成為賽事中大熱門，在比賽中一度受到蓮華生輝挑戰，但很快帶離對手，輕鬆勝出此項賽事。賽後約翰摩亞與馬房騎師白德民相討寢，認為這匹馬適合出戰香港一哩錦標，於是替馬名以補充報名身份角逐香港一哩錦標。11月25日香港賽馬會公佈香港國際賽事參賽馬匹名單，鳥語花香角逐香港一哩錦標。雖然鳥語花香雖然初跑一哩，在賽事當天成為大熱門，但是未能阻止好爸爸連續三年勝出賽事，在鳥語花香準備超越領前馬匹之時，已被好爸爸超過，最終奪亞而回。
原定角逐董事盃，但是因為較早前試閘驗出馬匹有問題，押後到主席短途獎才出賽。2010年2月21日角逐主席短途獎，與蓮華生輝成為主要熱門之一，起步順利，在轉彎時選擇在外疊角逐，直路未能迫近率先突圍的蓮華生輝，結果只能跑第三而回。
3月14日角逐女皇銀禧紀念盃，由於蓮華生輝角逐高松宮紀念賽而沒有參賽，成為大熱門。馬匹起步後在第五位。轉直路後率先超越領放的再領風騷，最後受到友誼至上的挑戰，兩馬互有領先，最終以短馬頭位擊敗對手，取得第一場一級賽冠軍。
出征5月1日KrisFlyer國際短途錦標前，以二級賽短途錦標熱身。馬匹最後後追追不上同樣參加KrisFlyer短途錦標的綠色駿威而跑獲一席季軍。在KrisFlyer國際短途錦標面對偏軟場地跑第三而回。其後決定按原定計劃角逐金禧錦標，但是馬匹在中段已經力弱，以第二十二名完成。馬匹經獸醫檢查後，沒有大礙，但是在2010-11年馬季沒有上陣，並在澳洲放草。

### 2010-11年馬季
鳥語花香在澳洲由賀嘉時、賀米高父親代理訓練，並於9月10日的三級賽麥艾雲錦標復出，在澳洲為半冷門馬匹，結果以第六名完成，所負不遠。但之後在萬利嘉多錦標以及卓咸錦標表現差劣，使馬主產生退役的念頭，最後宣佈不返回香港，繼續於澳洲現役，秋季賽事以唐卡斯特讓賽為最終目標。

## 詳細賽績
| 日期       | 馬場   | 距離   | 級別 | 賽事名稱              | 負重（磅） | 騎師   | 名次/出馬 | 時間      | 與頭馬距離 | 頭馬（二馬） |
| ---------- | ------ | ------ | ---- | --------------------- | ---------- | ------ | --------- | --------- | ---------- | ------------ |
| 20/12/2008 | 沙田   | 草1000 |      | 第四班讓賽            | 124        | 白德民 | 1/12      | 0:56.60   | 4          | （領航之星） |
| 18/1/2009  | 沙田   | 草1200 |      | 第三班讓賽            | 120        | 馬偉昌 | 1/14      | 1:09.91   | 1-3/4      | （聖河）     |
| 18/2/2009  | 沙田   | 草1400 |      | 第三班讓賽            | 132        | 白德民 | 1/14      | 1:22.25   | 2-3/4      | （文武精英） |
| 1/3/2009   | 沙田   | 草1400 |      | 第二班讓賽            | 124        | 白德民 | 1/14      | 1:22.40   | 1-1/2      | （好先生）   |
| 15/3/2009  | 沙田   | 草1400 |      | 第二班讓賽            | 133        | 白德民 | 4/14      | 1:23.16   | 3          | 夢幻組合     |
| 5/4/2009   | 沙田   | 草1400 |      | 第一班讓賽            | 131        | 白德民 | 1/14      | 1:21.63   | 頸位       | （鐵拳）     |
| 4/10/2009  | 沙田   | 草1000 | HKG3 | 沙田短途錦標          | 117        | 馬偉昌 | 1/11      | 55.94     | 1-1/4      | （同一世界） |
| 25/11/2009 | 沙田   | 草1200 | HKG2 | 香港短途錦標預賽      | 123        | 白德民 | 1/14      | 1:09.18   | 2          | （蓮華生輝） |
| 13/12/2009 | 沙田   | 草1600 | G1   | 香港一哩錦標          | 126        | 白德民 | 2/14      | 1:34.70   | 1/2        | 好爸爸       |
| 21/2/2010  | 沙田   | 草1200 | HKG1 | 主席短途獎            | 126        | 白德民 | 3/9       | 1:09.48   | 1-1/2      | 蓮華生輝     |
| 14/3/2010  | 沙田   | 草1400 | HKG1 | 女皇銀禧紀念盃        | 126        | 白德民 | 1/8       | 1:21.83   | 短馬頭位   | （友誼至上） |
| 1/5/2010   | 沙田   | 草1200 | HKG2 | 短途錦標              | 123        | 潘頓   | 3/8       | 1:09.98   | 1/2        | 極奇妙       |
| 16/5/2010  | 克蘭芝 | 草1200 | G1   | KrisFlyer國際短途錦標 | 57公斤     | 白德民 | 3/10      | 1:10.07   | 2-3/4      | 綠色駿威     |
| 19/6/2010  | 雅士谷 | 草6f   | G1   | 金禧錦標              | 130        | 白德民 | 22/24     | (1:l2.57) | 19         | 花旗         |
| 10/9/2011  | 滿利谷 | 草1000 | G3   | 麥艾雲錦標            | 57公斤     | 鄧迪   | 6/12      | (58.51)   | 1-3/4      | 緩衝之計     |
| 30/9/2011  | 滿利谷 | 草1200 | G1   | 萬利嘉多錦標          | 58.5公斤   | 白德民 | 7/8       | (1:11.08) | 8-1/2      | 印度戰士     |
| 29/10/2011 | 費明頓 | 草1400 | G3   | 卓咸錦標              | 59公斤     | 鄧迪   | 11/15     | (1:23.51) | 9-1/2      | 活林灣       |
| 24/3/2012  | 玫瑰崗 | 草1300 | G2   | 肯德百里錦標          | 59公斤     | 鄧迪   | 6/15      | (1:18.44) | 9-3/4      | 多高興       |
| 7/4/2012   | 玫瑰崗 | 草1500 | G1   | 佐治萊德錦標          | 59公斤     | 麥道朗 | 8/17      | (1:28.82) | 2-1/2      | 摧金折鋼     |

## 血統背景
父系Danzero，出自澳洲，出賽九次獲四冠一季二亞，其中所勝出的包括賽事一級賽金拖鞋大賽，配種後成績不錯。母系Have Love出自Candy Lad，曾在一場錦標賽中上名，鳥語花香是Have Love的第二胎，第一胎是全兄世紀之駒，在香港出賽錄得四捷，分級賽後最好的成績在沙田銀瓶跑第四。

## 外部連結
- 香港賽馬會 （页面存档备份，存于）
- 血統表 （页面存档备份，存于）